# Francisco Boza
Francisco Boza, né le 19 septembre 1964 à Lima au Pérou, est un tireur sportif péruvien.

## Carrière
Francisco Boza participe aux Jeux olympiques de 1984 à Los Angeles et remporte la médaille d'argent dans l'épreuve de la fosse olympique. Boza s’est qualifié pour les Jeux Olympiques d'été de 2016 et il a été le porte-drapeau péruvien. Il s’est classé le 28e aux éliminatoires de la discipline du tir au ball-trap et n’a pas avancé aux demi-finales.